# Mötley Crüe (album)
Mötley Crüe je šesté studiové album rockové skupiny Mötley Crüe. Jde o první a také poslední album, které skupina vydala se zpěvákem Johnem Corabi. Corabi nahradil Vince Neila, který kvůli problémům s drogami a hlavně alkoholem ze skupiny odešel.

## Seznam skladeb
Všechny texty napsali John Corabi a Nikki Sixx, veškerou hudbu složili J. Corabi, N. Sixx, Mick Mars a Tommy Lee.
| Pořadí         | Název                | Autor                                 | Délka |
| -------------- | -------------------- | ------------------------------------- | ----- |
| 1.             | Power to the Music   |                                       | 5:12  |
| 2.             | Uncle Jack           |                                       | 5:28  |
| 3.             | Hooligan's Holiday   |                                       | 5:51  |
| 4.             | Misunderstood        |                                       | 6:53  |
| 5.             | Loveshine            |                                       | 2:26  |
| 6.             | Poison Apples        | Corabi / Sixx / Mars / Lee / Bob Rock | 3:40  |
| 7.             | Hammered             |                                       | 5:15  |
| 8.             | Til Death Do Us Part |                                       | 6:03  |
| 9.             | Welcome to the Numb  |                                       | 5:18  |
| 10.            | Smoke the Sky        |                                       | 3:36  |
| 11.            | Droppin' Like Flies  |                                       | 6:26  |
| 12.            | Driftaway            |                                       | 4:00  |
| Celková délka: | Celková délka:       | Celková délka:                        | 60:23 |

## Obsazení
- John Corabi – zpěv
- Mick Mars – kytara
- Nikki Sixx – basová kytara
- Tommy Lee – bicí, piano